# Meet the Quagmires
Meet the Quagmires («Семья Куагмиров») — восемнадцатая (заключительная) серия пятого сезона мультсериала «Гриффины». Премьерный показ состоялся 20 мая 2007 года на канале FOX.

## Сюжет
Питер с друзьями в «Пьяной устрице» разговаривают о плюсах и минусах холостяцкой жизни. Внезапно Питер понимает, что никогда не жил холостой жизнью в своё удовольствие.
В баре неожиданно (по ложному вызову) появляется Смерть; и Питер просит Её отправить его с Брайаном в прошлое, в свои 18 лет, и Смерть соглашается.
Итак, 1984 год, бассейн у которого Питер когда-то познакомился с Лоис. Питер заново встречается со своей будущей женой, Лоис (18-летней, как и он тогда), но отказывается от свидания, мотивируя это тем, что «у них ещё впереди вся жизнь, а сегодня он пойдёт тусоваться с Кливлендом».
В ночных заведениях того времени Питер показывает недюжиное мастерство в компьютерных играх, но и полное незнание политики и кинематографа того времени.
Приходит Смерть, чтобы вернуть его в своё время, и Питер с Брайаном возвращаются обратно. Питер благодарит Смерть за это удивительное путешествие, но его радость преждевременна: он оказывается женат на совершенно другой женщине; Лоис вышла замуж за Куагмира; Крис, Мег и Стьюи — дети Гленна; а вместо Джорджа Буша президент — Эл Гор.
Шокированный Питер решает просить у Смерти возврата в прошлое, чтобы исправить эту ошибку, но Брайану нравится новое будущее: ведь благодаря тем действиям Питера люди живут намного дольше, отсутствует уличная преступность и пр…
Смерть отправляет Питера в прошлое, предоставляя ему несколько шансов назначить-таки свидание с Лоис и сходить на тот злополучный фильм. Несмотря на помощь Смерти, Питер забывает о свидании, проводя время на вечеринке, и теперь Смерть предоставляет ему самому выкручиваться из создавшейся ситуации.
Питер на следующее утро приходит извиниться перед Лоис, но та всё ещё обижена, и заявляет, что пойдёт на вечеринку с Гленном.
Лоис с Гленном на балу, где тот всячески её домогается. Питер с Брайаном тайком пробираются в зал, но падают сверху прямо на сцену. Брайан играет романтическую песню на гитаре, но Лоис не собирается бросать своего партнёра, несмотря на приставания Питера. Тогда он применяет последний способ: вырубает Гленна ударом в челюсть, и делает предложение Лоис, на которое та соглашается.
Благодаря удачному исполнению романтических музыкальных композиций Брайана Питер и Лоис снова вместе, и в прошлом, и в будущем.

## Создание
Автор сценария: Марк Хентеманн
Режиссёры: Дэн Повенмайер и Крис Робертсон
Композитор: Уолтер Мёрфи
Приглашённые знаменитости: отсутствуют

## Интересные факты